# Ribas do Rio Pardo
Ribas do Rio Pardo, amtlich Município de Ribas do Rio Pardo, ist eine Stadt im brasilianischen Bundesstaat Mato Grosso do Sul in der Mesoregion Ost in der Mikroregion Três Lagoas.

## Geografie

### Lage
Die Stadt liegt 102 km von der Hauptstadt des Bundesstaates (Campo Grande) und 973 km von der Landeshauptstadt (Brasília) entfernt. Nachbarstädte sind Água Clara, Brasilândia, Santa Rita do Pardo, Bandeirantes, Jaraguari, Campo Grande, Camapuã, Nova Alvorada do Sul, Nova Andradina und Bataguaçu.

### Gewässer
Die Stadt gehört zum Flusssystem des Río da Prata. Weitere Flüsse: 
- Rio Anhanduí: rechter Nebenfluss des Rio Pardo.
- Rio Anhanduizinho (Kleiner Anhanduí): linker Nebenfluss des Rio Anhanduí.
- Rio Pardo (Schwarzer Fluss): rechter Nebenfluss des Rio Paraná
- Rio Verde (Grüner Fluss): Grenzfluss zwischen den Gemeinden Ribas do Rio Pardo und Água Clara.

### Vegetation
Das Gebiet ist ein Teil der Cerrados (Savanne Zentralbrasiliens).

### Klima
In der Stadt herrscht Tropisches Klima.

## Verkehr
In der Stadt kreuzt sich die Bundesstraße BR-262 mit der Landesstraße MS-357.

## Durchschnittseinkommen und HDI
Das Durchschnittseinkommen lag 2011 bei 20.490 Real, der Index der menschlichen Entwicklung (HDI) bei 0,701.